# Bacidina assulata
Bacidina assulata är en lavart som först beskrevs av Körb., och fick sitt nu gällande namn av S. Ekman. Bacidina assulata ingår i släktet Bacidina och familjen Ramalinaceae.   Inga underarter finns listade i Catalogue of Life.